# Neolophonotus argyphus
Neolophonotus argyphus is een vliegensoort uit de familie van de roofvliegen (Asilidae). De wetenschappelijke naam van de soort is voor het eerst geldig gepubliceerd in 1988 door Jason Gilbert Hayden Londt.